# Martin J. Buerger
Martin Julian Buerger (* 8. April 1903 in Detroit, Michigan; † 25. Februar 1986 in Lincoln, Massachusetts) war ein US-amerikanischer Kristallograph.

## Leben
Buerger wuchs in New York City auf und studierte am Massachusetts Institute of Technology (MIT). Zunächst wollte er Bergbauingenieur werden, studierte aber auch Mineralogie und Lagerstättenkunde und wurde 1929 in Mineralogie promoviert. Danach war er Assistant Professor am MIT, wo er 1956 als zweiter Professor überhaupt die höchste Stufe des Institute Professor erreichte und Direktor der School of Advanced Studies des MIT wurde. 1968 ging er am MIT in den Teil-Ruhestand und übernahm eine Professur für Geologie an der University of Connecticut bis 1973.
Buerger war eine dominante Figur in der Kristallographie und speziell in der Röntgenkristallographie in den Vereinigten Staaten. Sein Interesse daran erwachte durch Vorlesungen von William Lawrence Bragg am MIT 1927, wonach er begann eigene Apparate zu entwickeln und zu bauen, hauptsächlich weil ihm das Geld für den Kauf fehlte. Seine Lehrbücher galten als Standardwerke. Er bestimmte viele Kristallstrukturen und befasste sich mit Polymorphie und Zwillingsbildung bei Kristallen.
1945 wurde er erster Präsident der Crystallographic Society (ab 1947 Crystallographic Society of America). 1943 war er der Präsident der American Society for X-ray and Electron Diffraction, die 1941 gegründet wurde. 1947 war er Präsident der Mineralogical Society of America.
1953 wurde er Fellow der National Academy of Sciences. Er war Mitglied der Österreichischen und Bayerischen Akademie der Wissenschaften, der Accademia dei Lincei und der Akademie in Turin. Er war von Beginn an aktiv in der Leitung der International Union of Crystallography und ab deren Gründung 1948 bis 1981 Mitglied der Commission on International Tables. Er war an den International Tables for X-ray Crystallography und den International Tables for Crystallography (zum Beispiel in der Neufassung 1985) beteiligt.

## Schriften
- X-ray crystallography, Wiley, Chapman and Hall 1942 (Neuauflage Krieger 1980)
- Crystal structure analysis, Wiley 1960 (Neuauflage Krieger 1980)
- The precession method in x-ray crystallography, Wiley 1964
- mit Leonid Azaroff: The powder method in x-ray crystallography, McGraw Hill 1958
- Vector space, and its application in crystal-structure investigation, Wiley 1959
- Contemporary Crystallography, McGraw Hill 1970
  - Deutsche Ausgabe herausgegeben von Kurt Weber: Kristallographie – Eine Einführung in die geometrische und röntgenographische Kristallkunde, De Gruyter 1977
- Elementary crystallography; an introduction to the fundamental geometrical features of crystals, Wiley 1956
- Introduction to crystal geometry, McGraw Hill 1971

## Ehrungen
- 1945 Mitglied der American Academy of Arts and Sciences
- 1948 Ehrendoktorwürde der Universität Bern[1]
- 1951 Arthur L. Day Medal der Geological Society of America[2]
- 1958 Roebling Medal der Mineralogical Society of America[3]
- Ein 1966 entdecktes Mineral der Turmalingruppe erhält ihm zu Ehren den Namen Buergerit[4]
- Zu seinen Ehren vergibt die American Crystallographic Association seit 1985 den „M. J. Buerger Award“[5]